# Helga de Alvear

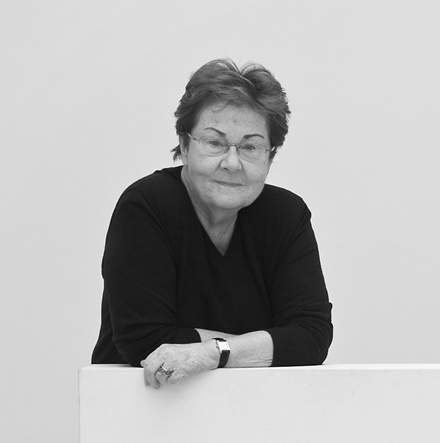
Helga de Alvear (2010)

Helga de Alvear (* 7. September 1936 als Helga Müller Schätzel in Kirn; † 2. Februar 2025 in Madrid) war eine deutsche Kunstsammlerin, Galeristin und Kuratorin, die in Cáceres in der Extremadura in Spanien lebte.

## Biografie
Alvear besuchte die Schule Schloss Salem am Bodensee, sowie in Lausanne und Genf in der Schweiz, danach folgte ein einjähriger Aufenthalt in London. Bei einem Spanienaufenthalt zum Erlernen der Sprache im Jahre 1957 lernte sie den spanischen Architekten Jaime de Alvear kennen, den sie 1959 heiratete. Das Paar wohnte in Madrid und hatte die drei Töchter Maria, Ana und Patricia.
In Madrid lernte Alvear 1967 die Kunsthändlerin und Galeristin Juana Mordó kennen und kaufte ihr erstes Kunstwerk. Ab 1980 arbeitete Alvear in der Galerie von Mordó mit, die sie nach deren Tod 1984 übernahm. 1995 eröffnete Alvear eine neue Galerie unter ihrem eigenen Namen direkt neben dem renommierten Museo Reina Sofía in Madrid. Die Galerie setzte auf zeitgenössische Fotografie, Video- und Installationskunst und wurde über die Grenzen Spaniens hinaus bekannt.
Alvear baute ihre eigene Kunstsammlung auf, die sie ab 2006 in die Fundación Helga de Alvear einbrachte, die mit Unterstützung der autonomen Gemeinschaft Extremadura und des Stadtrats von Cáceres entstand. Werke der Sammlung wurden ab 2010 im Museo de Arte Contemporáneo Helga de Alvear ausgestellt, das 2021 mit einem Erweiterungsbau von Tuñón Arquitectos ergänzt wurde.

## Auszeichnungen und Ehrungen
- 2007: Medalla de Extremadura[5]
- 2008: Medalla de Oro al Mérito en las Bellas Artes vom Kulturministerium Spanien
- 2011: Medalla de Cáceres[6]
- 2012: Premio de la Fundación Arte y Mecenazgo in der Kategorie Sammler[7]
- 2020: Medalla Internacional de las Artes de la Comunidad de Madrid 2020[8]
- 2023: Wandmalerei am Gebäude des IES Al-Kázeres in Cáceres gemeinsam mit Mercedes Vostell und María del Mar Lozano Bartolozzi[9]